# 射北中學校前站
射北中學校前站（日语：／ Shahoku Chūgakkō-mae eki */?）是位於富山縣新湊市（現時：射水市）堀岡古明神，富山地方鐵道（地鐵）射水線的鐵路車站（廢站）。

## 歷史
- 1958年（昭和33年）8月1日：在富山地方鐵道射水線海老江站與堀岡站之間開設此站[1][2]。
- 1980年（昭和55年）4月1日：射水線廢除，此站也被廢除[1][2]。

## 車站構造
截至車站廢除前，此站是一座地面車站，設有1面1線的單式月台。月台在路軌的南邊（新港東口方向的列車會開啟左邊車門）。
此站是無人車站。此站沒有站舍，月台上設有候車室。

## 車站周邊
- 國道415號（日语：国道415号）
- 新湊市立射北中學（現時：射水市立射北中學（日语：射水市立射北中学校）[注 1]）

## 現狀
在四方站遺址南方附近至終點站新港東口站附近之間的路軌遺址變成了單車徑。截至1997年（平成9年），路軌遺址繼續是一條單車徑。截至2006年（平成18年）和2010年（平成22年）也是同樣。
截至2006年（平成18年），月台遺址變成花壇。

## 相鄰車站
富山地方鐵道
射水線
海老江－射北中學校前－堀岡

## 注腳

### 參田資料
1. 1 2  《日本鐵道旅行地圖帳 全線全站全廢線 6 北信越》（監修：今尾惠介，新潮社，2008年10月發行）34頁
2. 1 2  （JTB出版，2010年4月發行）211-212頁
3. 1 2 3 4  《RM LIBRARY 107 富山地鐵笹津・射水線》（著：服部重敬，NEKO PUBLISHING，2008年7月發行）40-41頁
4. 1 2  （JTB出版，1997年）108-109頁
5. 1 2  《富山廢線紀行》（著：草卓人，桂書房（日语：桂書房），2008年）66-67頁
6. ↑  （著：寺田裕一，NEKO PUBLISHING，2010年12月發行）53頁
7. ↑  50-51頁

## 相關項目
- 日本鐵路車站列表 Shi